# 維什夫
50°58′6″N 29°20′39″E / 50.96833°N 29.34417°E
維什夫（烏克蘭語：Вишів），是烏克蘭北部的村莊，隸屬日托米爾州的科羅斯滕區。該村始建於1611年，面積1.31平方公里，海拔高度172米，2001年人口179，人口密度每平方公里136.33人。